# Bulgarije op de Olympische Zomerspelen 1976
Bulgarije nam deel aan de Olympische Zomerspelen 1976 in Montréal, Canada.

## Medailleoverzicht
| Sport         | Olympiër | Discipline                | Medaille |
| ------------- | --- | ------------------------- | -------- |
| Atletiek      | Ivanka Hristova | kogelstoten (v)           | Goud     |
| Roeien        | Svetlana Otsetova Zdravka Yordanova | dubbel-twee (v)           | Goud     |
| Roeien        | Siyka Kelbecheva Stoyanka Kurbatova-Gruicheva | twee-zonder (v)           | Goud     |
| Gewichtheffen | Norair Nurikian | -56kg (m)                 | Goud     |
| Gewichtheffen | Yordan Mitkov | -75kg (m)                 | Goud     |
| Worstelen     | Khasan Isaev | -48kg vrije stijl (m)     | Goud     |
| Atletiek      | Nikolina Shtereva | 800m (v)                  | Zilver   |
| Atletiek      | Maria Vergova-Petkova | discuswerpen (v)          | Zilver   |
| Roeien        | Kapka Georgieva-Panayotova Ginka Gyurova Mariyka Modeva Reni Yordanova | vier-met (v)              | Zilver   |
| Gewichtheffen | Georgi Todorov | -60kg (m)                 | Zilver   |
| Gewichtheffen | Trendafil Stoychev | -82,5kg (m)               | Zilver   |
| Gewichtheffen | Krastyu Semerdzhiev | -110kg (m)                | Zilver   |
| Worstelen     | Stoyan Nikolov | -90kg Grieks-Romeins (m)  | Zilver   |
| Worstelen     | Kamen Goranov | -100kg Grieks-Romeins (m) | Zilver   |
| Worstelen     | Aleksandar Tomov | +100kg Grieks-Romeins (m) | Zilver   |
| Atletiek      | Yordanka Blagoeva | hoogspringen (v)          | Brons    |
| Basketbal     | Krasimira Bogdanova Diana Braynova-Dilova Nadka Golcheva Krasimira Gyurova Petkana Makayeeva Penka Metodieva Snezhana Mikhaylova Margarita Shtarkelova Girgina Skerlatova Mariya Stoyanova Penka Stoyanova Todorka Yordanova | vrouwen                   | Brons    |
| Boksen        | Vladimir Kolev | -63,5kg (m)               | Brons    |
| Gewichtheffen | Atanas Shopov | -90kg (m)                 | Brons    |
| Worstelen     | Dimo Kostov | -100kg vrije stijl (m)    | Brons    |
| Worstelen     | Stefan Angelov | -48kg Grieks-Romeins (m)  | Brons    |
| Worstelen     | Ivan Kolev | -82kg Grieks-Romeins (m)  | Brons    |

## Deelnemers en resultaten

### Atletiek
| Olympiër                                                     | Discipline       | Resultaat | Prestatie |
| ------------------------------------------------------------ | ---------------- | --------- | --- |
| Petar Petrov                                                 | 100m (m)         | 8e        | serie 3: 1ste in 10,46 kwartfinale 4: 3de in 10,30 halve finale 2: 4de in 10,30 finale: 8ste in 10,35 |
| Petar Petrov                                                 | 200m (m)         | DNS       | serie 3: niet gestart |
| Yanko Bratanov                                               | 400m horden (m)  | 6e        | serie 3: 4de in 51,84 halve finale 1: 3de in 50,11 finale: 6de in 50,03 |
| Velko Velev                                                  | discuswerpen (m) | 10e       | kwalificatie groep A: 2de met 63,54m finale: 10de met 60,94m |
| Valentin Dzhonev                                             | speerwerpen (m)  | 14e       | kwalificatie groep B: 5de met 80,84m finale: 14de met 73,88m |
|                                                              |                  |           | |
| Liliyana Panayotova-Ivanova                                  | 100m (v)         | 23e       | serie 6: 4de in 23,49 kwartfinale 1: 7de in 23,87 |
| Nikolina Shtereva                                            | 800m (v)         | Zilver    | serie 2: 2de in 2.01,02 halve finale 2: 2de in 1.57,35 finale: 2de in 1.55,42 |
| Lilyana Tomova                                               | 800m (v)         | 12e       | serie 5: 2de in 2.00,54 halve finale 2: 7de in 2.01,97 |
| Svetla Zlateva                                               | 800m (v)         | 6e        | serie 3: 1ste in 1.59,24 halve finale 1: 3de in 1.57,93 finale: 6de in 1.57,21 |
| Rositsa Pekhlivanova                                         | 1500m (v)        | 24e       | serie 1: 6de in 4.13,11 |
| Nikolina Shtereva                                            | 1500m (v)        | 4e        | serie 4: 4de in 4.08,38 halve finale 1: 2de in 4.02,33 finale: 4de in 4.06,57 |
| Vesela Yatsinska                                             | 1500m (v)        | 14e       | serie 3: 3de in 4.12,72 halve finale 2: 6de in 4.07,89 |
| Penka Sokolova                                               | 100m horden (v)  | 11e       | serie 3: 3de in 13,52 halve finale 1: 7de in 13,67 |
| Yordanka Ivanova Svetla Zlateva Ivanka Bonova Liliana Tomova | 4x400m (v)       | 9e        | serie 2: 5de in 3.31,08 |
| Ekaterina Nedeva                                             | verspringen (v)  | 15e       | kwalificatie groep A: 10de met 6,16m |
| Liliyana Panayotova-Ivanova                                  | verspringen (v)  | DNF       | kwalificatie groep A: 7de met 6,22m finale: niet gestart |
| Yordanka Blagoeva                                            | hoogspringen (v) | Brons     | kwalificatie groep A: 4de met 1,80m finale: 3de met 1,91m |
| Ivanka Khristova                                             | kogelstoten (v)  | Goud      | 21,16m |
| Elena Stoyanova                                              | kogelstoten (v)  | 8e        | 18,89m |
| Maria Vergova-Petkova                                        | discuswerpen (v) | Zilver    | kwalificatie : 10de met 57,96m finale: 2de met 67,30m |
| Yordanka Peeva                                               | speerwerpen (v)  | 12e       | kwalificatie : 9de met 56,74m finale: 12de met 52,24m |
| Penka Sokolova                                               | vijfkamp (v)     | 9e        | 100m horden: 4de in 13,32 (956 punten) kogelstoten: 8ste met 13,70m (821 punten) hoogspringen: 16de met 1,64m (875 punten) verspringen: 12de met 5,93m (891 punten) 200m: 14de in 24,95 (851 punten) totaal: 4394 punten |

### Basketbal
| Olympiër | Discipline | Resultaat | Prestatie |
| --- | ---------- | --------- | --- |
| Nadka Golcheva Penka Metodieva Petkana Makaveyeva Snezhana Mihailova Krassima Gyurova Krassimira Bogdanova Todorka Yordanova Diana Dilova Margarita Shturkelova Mania Stoyanova Girgina Skerlatova Penka Stoyanova | vrouwen    | Brons     | W van Tsjecho-Slowakije: 66-67 V van Verenigde Staten: 79-95 V van Sovjet-Unie: 68-91 W van Japan: 66-63 W van Canada: 85-62 |

| Groep |                   |             |             |             |        |        |        |        |
| #     | Land              | Wedstrijden | Wedstrijden | Wedstrijden | Punten | Punten | Punten | Punten |
| #     | Land              | G           | W           | V           | V      | T      | Saldo  | Punten |
| 1     | Sovjet-Unie       | 5           | 5           | 0           | 504    | 346    | +158   | 10     |
| 2     | Verenigde Staten  | 5           | 3           | 2           | 415    | 417    | -2     | 8      |
| 3     | Bulgarije         | 5           | 3           | 2           | 365    | 377    | -12    | 8      |
| 4     | Tsjecho-Slowakije | 5           | 2           | 3           | 351    | 359    | -8     | 7      |
| 5     | Canada            | 5           | 2           | 3           | 405    | 400    | +5     | 7'     |
| 6     | Japan             | 5           | 0           | 5           | 336    | 477    | -141   | 5      |

| Ronde      | Datum    | Plaats            | Land  | Score       | Land |
| ---------- | -------- | ----------------- | ----- | ----------- | ---- |
| Groepsfase |          |                   |       |             |      |
| 19 juli    | Montréal | Tsjecho-Slowakije | 66-67 | Bulgarije   |      |
| 20 juli    | Montréal | Verenigde Staten  | 95-79 | Bulgarije   |      |
| 22 juli    | Montréal | Bulgarije         | 68-91 | Sovjet-Unie |      |
| 23 juli    | Montréal | Bulgarije         | 66-63 | Japan       |      |
| 25 juli    | Montréal | Canada            | 62-85 | Bulgarije   |      |

### Boksen
| Olympiër           | Discipline  | Resultaat | Prestatie |
| ------------------ | ----------- | --------- | --- |
| Beyhan Fuchedzhiev | -48kg (m)   | 17e       | 1ste ronde: V van CUB Hernández: scheidsrechterlijke beslissing                                                                                             |
| Georgi Kostadinov  | -51kg (m)   | 9e        | 1ste ronde: vrij 2de ronde: W van KOR Jung: 5-0 3de ronde: V van VEN Pérez: 0-5                                                                             |
| Georgi Kostadinov  | -54kg (m)   | 9e        | 1ste ronde: vrij 2de ronde: W van FRA Cosentino: knock-out 3de ronde: V van PRK Gu: 0-5                                                                     |
| Gustavo de la Cruz | -57kg (m)   | 17e       | 1ste ronde: vrij 2de ronde: V van DOM de la Cruz: 0-5 |
| Tsvetan Tsvetkov   | -60kg (m)   | 5e        | 1ste ronde: vrij 2de ronde: W van MGL Altanhuiag: 5-0 3de ronde: W van IRI Bahmani: 5-0 kwartfinale: V van USA Davis: scheidsrechterlijke beslissing        |
| Vladimir Kolev     | -63,5kg (m) | Brons     | 1ste ronde: vrij 2de ronde: W van KOR Tai: 5-0 3de ronde: W van FRG Müller: 5-0 kwartfinale: W van ROU Cutov: 5-0 halve finale: V van CUB Aldama: knock-out |
| Vladimir Kolev     | -67kg (m)   | 17e       | 1ste ronde: vrij 2de ronde: V van CUB Correa: scheidsrechterlijke beslissing                                                                                |
| Nayden Stanchev    | -71kg (m)   | 9e        | 1ste ronde: W van KEN Moi: walk-over 2de ronde: V van ROU Didea: 0-5                                                                                        |
| Ryszard Pasiewicz  | -75kg (m)   | 9e        | 1ste ronde: W van GHA Gariba: walk-over 2de ronde: V van URS Riskiyev: 0-5                                                                                  |
| Georgi Stoymenov   | -81kg (m)   | 9e        | 1ste ronde: W van VEN Sanchez: 5-0 2de ronde: V van POL Gortat: AB-3                                                                                        |
| Atanas Suvandzhiev | +81kg (m)   | 5e        | 1ste ronde: W van EGY Ali: walk-over 2de ronde: W van URS Ivanov: 4-1 kwartfinale: V van ROU Simon: 1-4                                                     |

### Gewichtheffen
| Olympiër            | Discipline  | Resultaat | Prestatie                                                        |
| ------------------- | ----------- | --------- | ---------------------------------------------------------------- |
| Norair Nurikyan     | -56kg (m)   | Goud      | trekken: 1ste met 117,5kg stoten: 1ste met 145kg totaal: 262,5kg |
| Georghi Todorov     | -60kg (m)   | Zilver    | trekken: 3de met 122,5kg stoten: 2de met 157,5kg totaal: 280kg   |
| Todor Todorov       | -60kg (m)   | DNF       | trekken: geen geldige poging                                     |
| Yordan Mitkov       | -75kg (m)   | Goud      | trekken: 1ste met 145kg stoten: 1ste met 190kg totaal: 335kg     |
| Blagoy Blagoev      | -82,5kg (m) | DSQ       | gediskwalificeerd na doping                                      |
| Trendafil Stoitchev | -82,5kg (m) | Zilver    | trekken: 2de met 162,5kg stoten: 2de met 197,5kg totaal: 360kg   |
| Atanas Shopov       | -90kg (m)   | Brons     | trekken: 6de met 155kg stoten: 2de met 205kg totaal: 360kg       |
| Valentin Khristov   | -110kg (m)  | DSQ       | gediskwalificeerd na doping                                      |
| Krastiu Semerdzhiev | -110kg (m)  | Zilver    | trekken: 1ste met 170kg stoten: 3de met 215kg totaal: 385kg      |

### Judo
| Olympiër         | Discipline | Resultaat | Prestatie                                                           |
| ---------------- | ---------- | --------- | ------------------------------------------------------------------- |
| Parvan Parvanov  | -63kg (m)  | 12e       | 1ste ronde: W van LIB Saad: yuko 2de ronde: V van MGL Buyadaa: koka |
| Georgi Georgiev  | -70kg (m)  | 13e       | 1ste ronde: vrij 2de ronde: V van GBR Morrison: koka                |
| Tsancho Atanasov | -93kg (m)  | 18e       | 1ste ronde: vrij 2de ronde: V van PRK Ung: yuko                     |
| Emil Petrunov    | +93kg (m)  | 12e       | 1ste ronde: vrij 2de ronde: V van GBR Remfry: yuko                  |

### Kanovaren
| Olympiër                                                      | Discipline    | Resultaat | Prestatie                                                                                                  |
| ------------------------------------------------------------- | ------------- | --------- | --- |
| Borislav Ananiev                                              | C-1 500m (m)  | 4e        | serie 2: 3de in 2.12,16 halve finale 1: 3de in 2.11,73 finale: 4de in 1.59,92                              |
| Borislav Ananiev                                              | C-1 1000m (m) | 4e        | serie 2: 3de in 4.28,18 halve finale 1: 1ste in 4.13,39 finale: 4de in 4.14,41                             |
| Ivan Burchin Krasimir Khristov                                | C-2 500m (m)  | 6e        | serie 2: 2de in 1.58,84 halve finale 3: 2de in 1.51,63 finale: 6de in 1.50,43                              |
| Ivan Burchin Krasimir Khristov                                | C-2 1000m (m) | 7e        | serie 1: 4de in 3.57,13 herkansingen: 2de in 3.52,00 halve finale 2: 3de in 3.58,74 finale: 7de in 4.02,44 |
| Ivan Manev                                                    | K-1 500m (m)  | 11e       | serie 3: 3de in 1.57,30 halve finale 1: 4de in 1.57,30                                                     |
| Borislav Borisov Lazar Khristov                               | K-2 500m (m)  | 12e       | serie 3: 3de in 1.46,02 halve finale 1: 4de in 1.42,21                                                     |
| Borislav Borisov Lazar Khristov                               | K-2 1000m (m) | 7e        | serie 1: 3de in 3.35,94 halve finale 2: 1ste in 3.26,76 finale: 9de in 3.37,30                             |
| Ivan Manev Bozhidar Milenkov Nikolai Nachev Vasil Chilingirov | K-4 1000m (m) | 7e        | serie 1: 3de in 3.11,39 halve finale 2: 3de in 3.14,35 finale: 7de in 3.12,94                              |
|                                                               |               |           | |
| Rosa Georgieva                                                | K-1 500m (v)  | 9e        | serie 2: 4de in 2.14,23 herkansingen: 2de in 2.10,57 halve finale 2: 3de in 2.10,51 finale: 9de in 2.08,54 |
| Mariya Mincheva Natasha Petrova                               | K-2 500m (v)  | 7e        | serie 2: 7de in 2.00,52 herkansingen: 2de in 1.56,60 halve finale 2: 2de in 1.53,29 finale: 7de in 1.55,95 |

### Moderne vijfkamp
| Olympiër                                     | Discipline | Resultaat | Prestatie |
| -------------------------------------------- | ---------- | --------- | --- |
| Velko Bratanov                               | mannen     | 22e       | paardensport: 25ste in 2.10,9 (1064 punten) schermen: 17de met 24 overwinningen (808 punten) schietsport: 7de met 194 punten (1000 punten) zwemmen: 42ste in 3.56,81 (980 punten) atletiek: 25ste in 13.26,5 (1147 punten) totaal: 4999 punten  |
| Nikolay Nikolov                              | mannen     | 36e       | paardensport: 40ste in 2.08,0 (956 punten) schermen: 39ste met 18 overwinningen (664 punten) schietsport: 18de met 191 punten (934 punten) zwemmen: 37ste in 3.45,57 (1068 punten) atletiek: 39ste in 13.41,8 (1102 punten) totaal: 4724 punten |
| Stoyan Zlatev                                | mannen     | 21e       | paardensport: 32ste in 1.52,1 (1036 punten) schermen: 18de met 23 overwinningen (784 punten) schietsport: 7de met 194 punten (1000 punten) zwemmen: 21ste in 3.36,61 (1140 punten) atletiek: 43ste in 13.59,1 (1048 punten) totaal: 5008 punten |
| Velko Bratanov Nikolay Nikolov Stoyan Zlatev | team (m)   | 10e       | paardensport: 9de met 3056 punten schermen: 5de met 2349 punten schietsport: 2de met 2934 punten zwemmen: 11de met 3188 punten atletiek: 13de in 3297 punten totaal: 14824 punten                                                               |

### Roeien
| Olympiër                                                                             | Discipline      | Resultaat | Prestatie                                                                                       |
| ------------------------------------------------------------------------------------ | --------------- | --------- | ----------------------------------------------------------------------------------------------- |
| Georgi Georgiev Valentin Stoev                                                       | twee-zonder (m) | 5e        | serie 3: 2de in 6.58,96 halve finale 1: 3de in 6.33,23 finale: 5de in 7.37,42                   |
| Rumen Hristov Todor Kishev Tsvetan Petkov                                            | twee-met (m)    | 4e        | serie 1: 1ste in 7.24,44 halve finale 1: 1ste in 7.01,10 (OB) finale: 4de in 8.11,27            |
| Mincho Nikolov Eftim Gerzilov Yordan Valchev Khristo Zelev                           | dubbel-vier (m) | 5e        | serie 2: 3de in 5.57,19 herkansingen: 2de in 5.49,38 finale: 5de in 6.32,04                     |
| Rumian Khristov Todor Mrankov Dimitar Valov Dimitar Yanakiev                         | vier-zonder (m) | 7e        | serie 1: 3de in 6.20,71 halve finale 1: 5de in 6.06,58                                          |
| Lachesar Boichev Ivan Botev Nacho Minchev Kiril Kirchev Nenko Dobrev                 | vier-met (m)    | 5e        | serie 1: 4de in 6.43,69 herkansingen: 2de halve finale 1: 2de in 6.13,26 finale: 5de in 6.52,88 |
|                                                                                      |                 |           |                                                                                                 |
| Georgi Georgiev                                                                      | skiff (v)       | 4e        | serie 1: 1ste in 3.42,67 (OB) finale: 4de in 4.10,867                                           |
| Svetla Otsetova Zdravka Yordanova                                                    | dubbel-twee (v) | Goud      | serie 2: 1ste in 3.25,05 finale: 1ste in 3.44,36                                                |
| Siyka Kelbecheva Stoyanka Kurbatova-Gruicheva                                        | twee-zonder (v) | Goud      | serie 1: 2de in 3.33,24 herkansingen: 1ste in 3.48,73 finale: 1ste in 4.01,22                   |
| Verka Aleksieva Svietlana Gincheva Iskra Velinova Troianka Vasileva Stanka Georgieva | dubbel-vier (v) | 4e        | serie 2: 2de in 3.12,13 herkansingen: 1ste in 3.22,43 finale: 4de in 3.34,14                    |
| Ginka Gyurova Lilyana Vaseva Reni Yordanova Mariyka Modeva Kapka Georgieva           | vier-met (v)    | Zilver    | serie 2: 1ste in 3.20,98 (OB) finale: 2de in 3.8,24                                             |

### Schermen
| Olympiër                                                               | Discipline     | Resultaat | Prestatie                                                                               |
| ---------------------------------------------------------------------- | -------------- | --------- | --------------------------------------------------------------------------------------- |
| Trayan Dimitrov                                                        | sabel (m)      | 37e       | 1ste ronde groep 9: 5de met 1 overwinning                                               |
| Miroslav Dudekov                                                       | sabel (m)      | 21e       | 1ste ronde groep 8: 4de met 1 overwinning 2de ronde groep 5: 4de met 2 overwinningen    |
| Anani Mikhaylov                                                        | sabel (m)      | 22e       | 1ste ronde groep 2: 1ste met 3 overwinningen 2de ronde groep 1: 3de met 3 overwinningen |
| Miroslav Dudekov Konstantin Dzhelepov Khristo Khristov Anani Mikhaylov | sabel team (m) | 9e        | 1ste ronde groep 1: 3de met 0 overwinningen                                             |

### Schietsport
| Olympiër        | Discipline             | Resultaat | Prestatie                         |
| --------------- | ---------------------- | --------- | --------------------------------- |
| Nonka Matova    | 50m geweer 3 houdingen | 11e       | 1148 punten: (390-391-367)        |
| Emiliyan Vergov | 50m geweer 3 houdingen | 20e       | 1139 punten: (386-386-367)        |
| Stefan Krastev  | 50m geweer liggend     | 12e       | 591 punten: (95-99-100-99-98-100) |
| Anka Pelova     | 50m geweer liggend     | 60e       | 582 punten: (96-95-98-97-97-99)   |
| Dencho Denev    | 50m pistool            | 8e        | 557 punten: (91-90-92-98-92-94)   |
| Lyubcho Dyakov  | 50m pistool            | 18e       | 550 punten: (92-94-93-92-89-90)   |
| Anton Manolov   | skeet                  | 35e       | 188 punten                        |

### Turnen
| Olympiër                                                                                    | Discipline               | Resultaat | Prestatie |
| ------------------------------------------------------------------------------------------- | ------------------------ | --------- | --- |
| Stoyan Delchev                                                                              | meerkamp individueel (m) | 64e       | kwalificatie: vloer: 48ste met 17,95 punten sprong: 66ste met 18,15 punten brug met gelijke leggers: 46ste met 18,10 punten brug met ongelijke leggers: 71ste met 17,40 punten ringen: 78ste met 17,25 punten paard met bogen: 44ste met 18,30 punten totaal: 107,15 punten                                     |
| Andrey Keranov                                                                              | meerkamp individueel (m) | 58e       | kwalificatie: vloer: 22ste met 18,65 punten sprong: 72ste met 18,10 punten brug met gelijke leggers: 62ste met 17,75 punten brug met ongelijke leggers: 47ste met 18,35 punten ringen: 68ste met 17,65 punten paard met bogen: 67ste met 17,70 punten totaal: 108,20 punten                                     |
| Dimitar Koychev                                                                             | meerkamp individueel (m) | 78e       | kwalificatie: vloer: 75ste met 17,30 punten sprong: 79ste met 17,90 punten brug met gelijke leggers: 72ste met 17,55 punten brug met ongelijke leggers: 65ste met 17,70 punten ringen: 62ste met 18,00 punten paard met bogen: 86ste met 17,55 punten totaal: 105,00 punten                                     |
| Zhivko Rusev                                                                                | meerkamp individueel (m) | 83e       | kwalificatie: vloer: 75ste met 17,30 punten sprong: 80ste met 17,85 punten brug met gelijke leggers: 89ste met 15,40 punten brug met ongelijke leggers: 76ste met 17,25 punten ringen: 49ste met 18,40 punten paard met bogen: 82ste met 17,00 punten totaal: 103,20 punten                                     |
| Georgi Todorov                                                                              | meerkamp individueel (m) | 66e       | kwalificatie: vloer: 55ste met 17,85 punten sprong: 22ste met 18,85 punten brug met gelijke leggers: 81ste met 17,20 punten brug met ongelijke leggers: 55ste met 18,10 punten ringen: 74ste met 17,50 punten paard met bogen: 82ste met 17,00 punten totaal: 106,50 punten                                     |
| Toncho Todorov                                                                              | meerkamp individueel (m) | 87e       | kwalificatie: vloer: 85ste met 17,05 punten sprong: 77ste met 18,00 punten brug met gelijke leggers: 88ste met 15,60 punten brug met ongelijke leggers: 85ste met 16,90 punten ringen: 82ste met 17,10 punten paard met bogen: 81ste met 17,05 punten totaal: 101,70 punten                                     |
| Stoyan Delchev Andrey Keranov Dimitar Koychev Zhivko Rusev Georgi Todorov Toncho Todorov    | meerkamp team (m)        | 12e       | vloer: 11de met 89,10 punten sprong: 12de met 91,25 punten brug met gelijke leggers: 12de met 86,35 punten brug met ongelijke leggers: 12de met 88,80 punten ringen: 12de met 89,75 punten paard met bogen: 12de met 87,35 punten totaal: 532,60 punten                                                         |
|                                                                                             |                          |           | |
| Svetla Kashtelyan                                                                           | meerkamp individueel (v) | 79e       | kwalificatie: vloer: 73ste met 18,25 punten sprong: 63ste met 18,35 punten brug: 80ste met 17,95 punten balk: 84ste met 16,90 punten totaal: 71,45 punten |
| Mariya Kircheva                                                                             | meerkamp individueel (v) | 60e       | kwalificatie: vloer: 65ste met 18,35 punten sprong: 56ste met 18,40 punten brug: 61ste met 18,45 punten balk: 49ste met 18,00 punten totaal: 73,20 punten |
| Nina Kostova                                                                                | meerkamp individueel (v) | 31e       | kwalificatie: 36ste vloer: 37ste met 18,75 punten sprong: 51ste met 18,50 punten brug: 41ste met 18,85 punten balk: 25ste met 18,50 punten totaal: 74,60 punten finale: vloer: 20ste met 9,50 punten sprong: 17de met 9,55 punten brug: 36ste met 9,10 punten balk: 29ste met 8,90 punten totaal: 74,350 punten |
| Vesela Mateeva                                                                              | meerkamp individueel (v) | 57e       | kwalificatie: vloer: 66ste met 18,30 punten sprong: 56ste met 18,40 punten brug: 55ste met 18,55 punten balk: 40ste met 18,20 punten totaal: 73,45 punten |
| Nadya Shatarova                                                                             | meerkamp individueel (v) | 21e       | kwalificatie: 47ste vloer: 49ste met 18,65 punten sprong: 44ste met 18,55 punten brug: 38ste met 18,90 punten balk: 58ste met 17,80 punten totaal: 73,90 punten finale: vloer: 29ste met 9,40 punten sprong: 6de met 9,80 punten brug: 10de met 9,75 punten balk: 18de met 9,25 punten totaal: 75,15 punten     |
| Galina Yaneva                                                                               | meerkamp individueel (v) | 28e       | kwalificatie: 52ste vloer: 57ste met 18,45 punten sprong: 44ste met 18,55 punten brug: 55ste met 18,55 punten balk: 40ste met 18,20 punten totaal: 73,75 punten finale: vloer: 32ste met 9,35 punten sprong: 19de met 9,50 punten brug: 31ste met 9,45 punten balk: 12de met 9,35 punten totaal: 74,525 punten  |
| Svetla Kashtelyan Mariya Kircheva Nina Kostova Vesela Mateeva Nadya Shatarova Galina Yaneva | meerkamp team (v)        | 10e       | vloer: 11de met 92,60 punten sprong: 10de met 92,55 punten brug: 11de met 93,30 punten balk: 7de met 90,70 punten totaal: 369,15 punten |

### Wielersport
| Olympiër                                                    | Discipline         | Resultaat | Prestatie |
| Baan                                                        | Baan               | Baan      | Baan |
| ----------------------------------------------------------- | ------------------ | --------- | --- |
| Dimo Angelov Tonchev                                        | sprint (m)         | 15e       | 1ste ronde: V van CAN Singleton 1ste ronde herkansingen: W van GRE Kountras 2de ronde: 3de 2de ronde herkansingen: 3de |
| Dimo Angelov Tonchev                                        | tijdrit (m)        | 14e       | 1.08,950 |
| Weg                                                         |                    |           | |
| Stoyan Bobekov                                              | wegwedstrijd (m)   | 49e       | 4:58.35 |
| Martin Martinov                                             | wegwedstrijd (m)   | DNF       | niet gefinisht |
| Ivan Popov                                                  | wegwedstrijd (m)   | DNF       | niet gefinisht |
| Nedyalko Stoyanov                                           | wegwedstrijd (m)   | DNF       | niet gefinisht |
| Stoyan Bobekov Georgi Fortunov Ivan Popov Nedyalko Stoyanov | ploegentijdrit (m) | 12e       | 2:15.07 |

### Worstelen
| Olympiër          | Discipline  | Resultaat   | Prestatie |
| Vrije stijl       | Vrije stijl | Vrije stijl | Vrije stijl |
| ----------------- | ----------- | ----------- | --- |
| Hasan Isaev       | -48kg (m)   | Goud        | 1ste ronde: W van CUB Alonso 2de ronde: W van IRI Rouhi 3de ronde: W van CAN Takahashi 4de ronde: V van URS Dmitriyev 5de ronde: W van KOR Hwa-Kyung finale: W van JPN Kudo           |
| Nermedin Selimov  | -52kg (m)   | 5e          | 1ste ronde: W van TUR Özdağ 2de ronde: W van CAN Bertie 3de ronde: V van POL Stecyk 4de ronde: W van CUB Abreu 5de ronde: V van KOR Jeon                                              |
| Miho Dukov        | -57kg (m)   | 4e          | 1ste ronde: V van JPN Arai 2de ronde: W van AUS Smith 3de ronde: W van ROU Anghel 4de ronde: W van POL Zedzicki 5de ronde: W van IRI Kheder 6de ronde: V van URS Yumin                |
| Ivan Yankov       | -62kg (m)   | 5e          | 1ste ronde: vrij 2de ronde: W van ECU Terán 3de ronde: W van ROU Coman 4de ronde: G van JPN Maekawa 5de ronde: V van MGL Oidov                                                        |
| Doncho Zhekov     | -68kg (m)   | 4e          | 1ste ronde: W van HUN Kocsis 2de ronde: V van CUB Ramos 3de ronde: W van SWE Lundell 4de ronde: W van GDR Probst 5de ronde: W van MGL Natsagdorj 6de ronde: V van USA Keaser          |
| Yancho Pavlov     | -74kg (m)   | 12e         | 1ste ronde: W van HUN Toma 2de ronde: V van IRI Barzegar 3de ronde: V van URS Asjoeralijev                                                                                            |
| Ismail Abilov     | -82kg (m)   | 5e          | 1ste ronde: W van JPN Motegi 2de ronde: W van MGL Gochoosüren 3de ronde: V van URS Novozjilov 4de ronde: W van ROU Iorga 5de ronde: W van TUR Uzun                                    |
| Shukri Akhmedov   | -90kg (m)   | 11e         | 1ste ronde: W van FIN Manni 2de ronde: V van USA Peterson 3de ronde: V van ROU Morcov                                                                                                 |
| Dimo Kostov       | -100kg (m)  | Brons       | 1ste ronde: W van CAN Daniar 2de ronde: W van ROU Panaite 3de ronde: V van URS Jarygin 4de ronde: W van JPN Shimizu 5de ronde: W van TCH Drozda finale: V van USA Hellickson          |
| Nikola Dinev      | +100kg (m)  | 5e          | 1ste ronde: W van FRG Eichelbaum 2de ronde: W van NOR Gundersen 3de ronde: W van GDR Gehrke 4de ronde: V van URS Andiyev 5de ronde: V van HUN Balla                                   |
|                   |             |             | |
| Stefan Angelov    | -48kg (m)   | Brons       | 1ste ronde: W van KOR Lee 2de ronde: W van ITA Quistelli 3de ronde: W van IRI Rashid-Mohammadzadeh 4de ronde: W van TUR Bora 5de ronde: V van ROU Berceanu finale: V van URS Shumakov |
| Petar Kirov       | -52kg (m)   | 13e         | 1ste ronde: W van ROU Gingă |
| Krasimir Stefanov | -57kg (m)   | 6e          | 1ste ronde: W van MGL Jargalsaikhan 2de ronde: V van TCH Krysta 3de ronde: W van CAN Yeats 4de ronde: V van YUG Frgić                                                                 |
| Stoyan Lazarov    | -62kg (m)   | 8e          | 1ste ronde: W van POR Vieira 2de ronde: V van TUR Uysal 3de ronde: V van POL Lipień                                                                                                   |
| Nedko Nedev       | -68kg (m)   | 11e         | 1ste ronde: V van URS Nalbandyan 2de ronde: W van ARG Fiszman 3de ronde: V van POL Supron                                                                                             |
| Yanko Chopov      | -74kg (m)   | 10e         | 1ste ronde: W van HUN Toma 2de ronde: V van FRG Helbing 3de ronde: V van TCH Mácha |
| Ivan Kolev        | -82kg (m)   | Brons       | 1ste ronde: W van FRA Bouchoule 2de ronde: W van AUT Pitschmann 3de ronde: W van ROU Enache 4de ronde: vrij 5de ronde: V van URS Tsjeboksarov finale: V van YUG Petković              |
| Stoyan Ivanov     | -90kg (m)   | Zilver      | 1ste ronde: W van YUG Nišavić 2de ronde: W van USA Johnson 3de ronde: W van SWE Andersson 4de ronde: W van HUN Séllyei 5de ronde: V van URS Rezantsev finale: W van POL Kwieciński    |
| Kamen Goranov     | -100kg (m)  | Zilver      | 1ste ronde: W van FRG Schäfer 2de ronde: V van URS Balboshin 3de ronde: W van ROU Martinescu 4de ronde: W van NOR Hem finale: W van POL Skrzydlewski                                  |
| Aleksandar Tomov  | +100kg (m)  | Zilver      | 1ste ronde: V van USA Lee 2de ronde: W van SEN Sakho 3de ronde: W van HUN Rovnyai 4de ronde: W van POL Tomanek 5de ronde: V van URS Koltsjinski finale: W van ROU Codreanu            |

### Zwemmen
| Olympiër                                                      | Discipline            | Resultaat | Prestatie               |
| ------------------------------------------------------------- | --------------------- | --------- | ----------------------- |
| Stefan Georgiev                                               | 100m vrije slag (m)   | 23e       | serie 1: 2de in 53,85   |
| Nikolay Ganev                                                 | 200m vrije slag (m)   | 43e       | serie 3: 6de in 2.00,54 |
| Petar Georgiev                                                | 200m vrije slag (m)   | 44e       | serie 7: 7de in 2.00,70 |
| Krasimir Stoykov                                              | 100m rugslag (m)      | 17e       | serie 6: 4de in 1.00,24 |
| Krasimir Stoykov                                              | 200m rugslag (m)      | 19e       | serie 4: 4de in 2.09,67 |
| Petar Georgiev Stefan Georgiev Toni Statelov Krasimir Stoykov | 4x200m vrije slag (m) | 13e       | serie 2: 4de in 7.57,08 |

Amerikaanse Maagdeneilanden · Andorra · Antigua en Barbuda · Argentinië · Australië · Bahama's · Barbados · België · Belize · Bermuda · Bolivia · Bondsrepubliek Duitsland · Brazilië · Bulgarije · Canada · Chili · Colombia · Costa Rica · Cuba · Denemarken · Dominicaanse Republiek · Duitse Democratische Republiek · Ecuador · Egypte · Fiji · Filipijnen · Finland · Frankrijk · Griekenland · Groot-Brittannië · Guatemala · Haïti · Honduras · Hongarije · Hongkong · Ierland · IJsland · India · Indonesië · Iran · Israël · Italië · Ivoorkust · Jamaica · Japan · Joegoslavië · Kaaimaneilanden · Kameroen · Koeweit · Libanon · Liechtenstein · Luxemburg · Maleisië · Marokko · Mexico · Monaco · Mongolië · Nederland · Nederlandse Antillen · Nepal · Nicaragua · Nieuw-Zeeland · Noord-Korea · Noorwegen · Oostenrijk · Pakistan · Panama · Papoea-Nieuw-Guinea · Paraguay · Peru · Polen · Portugal · Puerto Rico · Roemenië · San Marino · Saoedi-Arabië · Senegal · Singapore · Sovjet-Unie · Spanje · Suriname · Thailand · Trinidad en Tobago · Tsjecho-Slowakije · Tunesië · Turkije · Uruguay · Venezuela · Verenigde Staten · Zuid-Korea · Zweden · Zwitserland